# تنظيم الدهون المتحولة
تنظيم الدهون المتحولة أو تنظيم الدهون التقابلية، يهدف إلى الحد من كمية «الدهون المتحولة»-الدهون التي تحتوي على احماض دهنية حصل لها تصاوغ هندسي-في المنتجات الغذائية الصناعية، في العديد من البلدان. كانت هذه اللوائح مدفوعة بالعديد من الدراسات التي أشارت إلى الآثار الصحية السلبية الكبيرة للدهون غير المشبعة. عمومًا أن الدهون المتحولة في النظام الغذائي هي عامل مساهم في العديد من الأمراض، بما في ذلك أمراض القلب والأوعية الدموية والسكري والسرطان.

## التاريخ

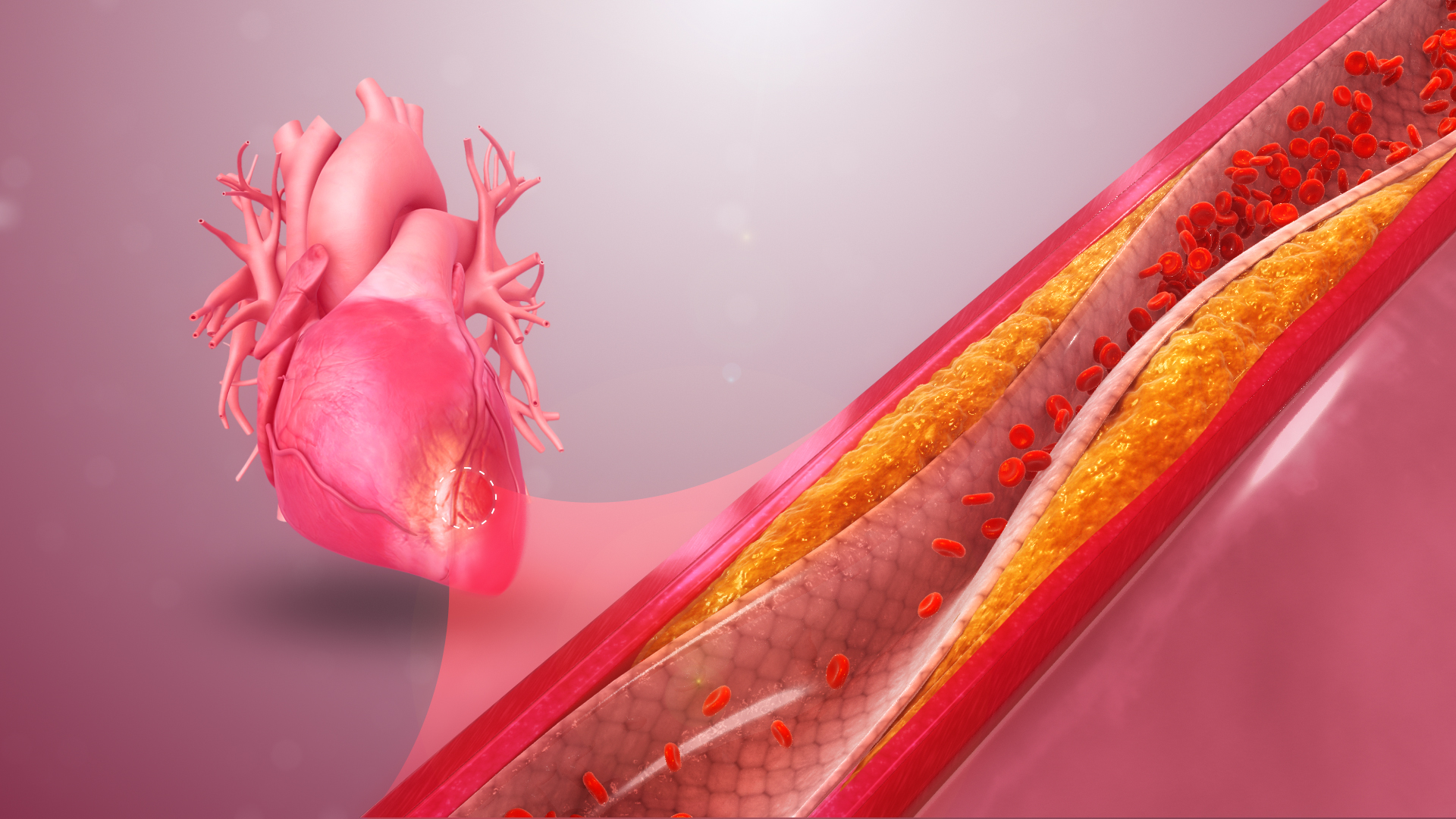
مرض الشريان التاجي، تظهر الصورة تجمع الكوليسترول على الجدران الداخلية للأوعية

في وقت مبكر من عام 1956، كانت هناك اقتراحات في الأوساط العلمية بأن الدهون المتحولة يمكن أن تكون سببًا للزيادة الكبيرة في أمراض الشريان التاجي، ولكن بعد ثلاثة عقود، ظلت هذه المخاوف دون معالجة إلى حد كبير. وبدلاً من ذلك، وبحلول الثمانينيات، أصبحت الدهون ذات الأصل الحيواني واحدة من أكبر مخاوف أخصائيي التغذية. هاجم النشطاء، مثل فيل سوكولوف، الذي نشر إعلانات بصفحات كاملة في الصحف الكبرى، استخدام لحم البقر في بطاطس ماكدونالدز المقلية وحثوا شركات الوجبات السريعة على التحول إلى الزيوت النباتية. كانت النتيجة تحولًا بين عشية وضحاها تقريبًا من قبل معظم منافذ الوجبات السريعة إلى الدهون المتحولة.
ومع ذلك، فقد جلبت الدراسات التي أجريت في أوائل التسعينيات فحصًا متجددًا وتأكيدًا للتأثير الصحي السلبي للدهون غير المشبعة. في عام 1994، قدر أن الدهون المتحولة تسببت في وفاة 20 ألف شخص سنويًا في الولايات المتحدة بسبب أمراض القلب.
تم إدخال الملصقات الغذائية الإلزامية على الدهون المتحولة في العديد من البلدان. أطلق نشطاء حملات للفت الانتباه إلى هذه القضية وتغيير ممارسات مصنعي المواد الغذائية. في يناير 2007، في مواجهة احتمال فرض حظر تام على بيع منتجاتهم، تمت إعادة صياغة كريسكو لتلبي تعريف إدارة الغذاء والدواء الأمريكية «صفر جرام من الدهون المتحولة لكل حصة» (أي أقل من واحد جرام لكل ملعقة طعام، أو ما يصل إلى 7٪ من الوزن؛ أو أقل من 0.5 جرام لكل حجم حصة)  عن طريق زيادة التشبع ثم تخفيف الدهون الصلبة الناتجة بزيوت نباتية غير مشبعة.

## التنظيم الدولي

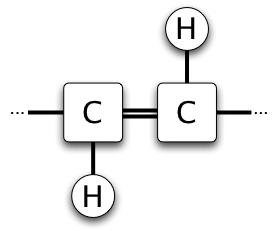
ألأشكل الجزيئي للدهون المتحولة حيث يشكل تماكب هندسي مفروق

تم توحيد التجارة الدولية في المواد الغذائية في الدستور الغذائي. تدخل الزيوت والدهون المهدرجة في نطاق كوديكس ستان 19. يغطي الدستور الغذائي كوديكس ستان 256-2007 دهون غير الألبان القابلة للدهن. في الدستور الغذائي، تُعرَّف الدهون المتحولة التي يتم تصنيفها على هذا النحو على أنها الأيزومرات الهندسية للأحماض الدهنية الأحادية غير المشبعة، والمتعددة غير المشبعة التي تحتوي على رابطة كربون-كربون غير مترافقة [تمت مقاطعتها بواسطة مجموعة ميثيلين واحدة على الأقل (−CH2−)] بحيث تشكل تماكب هندسي مفروق. يستثني هذا التعريف على وجه التحديد الدهون المتحولة (حمض اللقاح وحمض اللينوليك المترافق) الموجودة بشكل خاص في حليب الأم ومنتجات الألبان ولحم البقر.
في عام 2018، أطلقت منظمة الصحة العالمية خطة للتخلص من الدهون المتحولة من الإمدادات الغذائية العالمية. ويقدرون أن الدهون المتحولة تؤدي إلى أكثر من 500000 حالة وفاة بسبب أمراض القلب والأوعية الدموية سنويًا.

### الأرجنتين
طُلب تصنيف محتوى المنتج من دهن متحولة اعتبارًا من أغسطس 2006. منذ عام 2010، يجب أن تحتوي الزيوت النباتية والدهون المباعة للمستهلكين مباشرة على 2٪ فقط من الدهون المتحولة مقارنة بالدهون الكلية، ويجب أن تحتوي الأطعمة الأخرى على أقل من 5٪ من إجمالي الدهون. اعتبارًا من 10 ديسمبر 2014، فرضت الأرجنتين حظرًا تامًا على الأطعمة التي تحتوي على الدهون المتحولة، وهي لائحة يمكن أن توفر للحكومة أكثر من 100 مليون دولار أمريكي سنويًا على الرعاية الصحية.

### أستراليا
أشارت الحكومة الفيدرالية الأسترالية إلى أنها تريد اتباع سياسة نشطة لتقليل الدهون المتحولة من الأطعمة السريعة. طلب كريستوفر باين، مساعد وزير الصحة الفيدرالي السابق، من منافذ الوجبات السريعة تقليل استخدام الدهون المتحولة. تم اقتراح مسودة خطة، مع جدول زمني سبتمبر 2007، لتقليل الاعتماد على الدهون المتحولة والدهون المشبعة.
اعتبارًا من عام 2018، لا تتطلب قوانين وضع العلامات الغذائية الأسترالية عرض الدهون المتحولة بشكل منفصل عن إجمالي محتوى الدهون. ومع ذلك، فإن المارجرين في أستراليا كان في الغالب خاليًا من الدهون المتحولة منذ عام 1996.

### النمسا
يقتصر محتوى الدهون المتحولة على 4٪ من إجمالي الدهون، و 2٪ على المنتجات التي تحتوي على أكثر من 20٪ دهون.

### بلجيكا
نشر "Conseil Supérieur de la Santé" في عام 2012 تقريرًا استشاريًا للسياسة العلمية حول الأحماض الدهنية غير المشبعة المنتجة صناعيًا والتي تركز على عامة السكان. كانت توصيتها للهيئة التشريعية تحظر أكثر من 2 جرام من الأحماض الدهنية غير المشبعة لكل 100 جرام من الدهون في المنتجات الغذائية.

### البرازيل
يتطلب القرار 360 الصادر في 23 ديسمبر 2003 من قبل وزارة الصحة البرازيلية لأول مرة في البلد تحديد كمية الدهون المتحولة في ملصقات المنتجات الغذائية. في 31 يوليو 2006، أصبح وضع العلامات على محتويات الدهون المتحولة إلزاميًا. في عام 2019، نشرت "Anvisa" تشريعًا جديدًا لتقليل الكمية الإجمالية للدهون المتحولة في أي طعام صناعي يُباع في البرازيل إلى حد أقصى قدره 2٪ بحلول نهاية عام 2023.

### كندا
في عملية بدأت في عام 2004، حظرت وزارة الصحة الكندية أخيرًا الزيوت المهدرجة جزئيًا (المصدر الأساسي للدهون غير المشبعة المنتجة صناعيًا في الأطعمة)، في سبتمبر 2018. في 15 سبتمبر 2017، أعلنت وزارة الصحة الكندية أنه سيتم حظر الدهون المتحولة تمامًا اعتبارًا من 15 سبتمبر 2018. ودخل الحظر حيز التنفيذ في سبتمبر 2018، وحظر الزيوت المهدرجة جزئيًا (أكبر مصدر للدهون غير المشبعة المنتجة صناعيًا في الأطعمة). أصبح من غير القانوني الآن للمصنعين إضافة الزيوت المهدرجة جزئيًا إلى الأطعمة المباعة في كندا أو المستوردة إليها.

#### التصور العام
أجريت دراسة مقطعية في ريجينا، ساسكاتشوان في فبراير 2009 في 3 متاجر بقالة مختلفة تقع في 3 مناطق مختلفة كان متوسط الدخل قبل الضرائب يبلغ حوالي 30 ألف دولار. من بين 211 مجيبًا على الدراسة، كان معظمهم من النساء اللائي اشترين معظم الطعام لأسرهن. عندما سئلوا كيف يقررون نوع الطعام الذي يشترونه، كانت أهم العوامل هي السعر والقيمة الغذائية والحاجة. لكن عند النظر إلى الحقائق الغذائية، أشاروا إلى أنهم نظروا في المكونات، وأهملوا الانتباه إلى كمية الدهون المتحولة. هذا يعني أن الدهون المتحولة ليست في أذهانهم ما لم يتم إخبارهم بها على وجه التحديد. عندما سئلوا عما إذا كانوا قد سمعوا عن الدهون المتحولة، أجاب 98٪ «نعم». ومع ذلك، قال 27٪ فقط أنه غير صحي. أيضًا، قال 79٪ إنهم يعرفون القليل عن الدهون المتحولة، وكان من الممكن أن يكونوا أكثر تعليماً. كان المستجيبون الذين تتراوح أعمارهم بين 41-60 عامًا أكثر عرضة للنظر إلى الدهون المتحولة على أنها مصدر قلق صحي كبير، مقارنة بالأعمار 18-40. عندما سئلوا عما إذا كانوا سيتوقفون عن شراء وجباتهم الخفيفة المفضلة إذا كانوا يعرفون أنها تحتوي على دهون متحولة، قال معظمهم إنهم سيستمرون في شرائها، وخاصة الأصغر سنًا. أيضًا، من بين المستجيبين الذين وصفوا الدهون المتحولة بأنها مصدر قلق كبير، لم يغير 56٪ منهم نظامهم الغذائي إلى وجبات خفيفة خالية من الدهون. وذلك لأن الذوق والإشباع بالطعام لهما الأسبقية على المخاطر المتصورة على الصحة. «استهلاك الدهون المتحولة وما يرتبط بها من زيادة خطر الإصابة بأمراض الشرايين التاجية هو مصدر قلق للصحة العامة بغض النظر عن العمر والوضع الاجتماعي والاقتصادي»

### الدنمارك
في مارس 2003، أصبحت الدنمارك أول دولة تحظر بشكل فعال الدهون غير المشبعة الاصطناعية  وقيدت النسبة غير المشبعة إلى 2٪ من الدهون والزيوت المخصصة للاستهلاك البشري، وهو معيار يفشل الزيت المهدرج جزئيًا. هذا القيد على المكونات وليس المنتجات النهائية. ومن ثم فإن هذا النهج التنظيمي جعل الدنمارك أول دولة يمكن فيها تناول «أقل بكثير» من 1 جرام من الدهون المتحولة المنتجة صناعياً يوميًا، حتى مع اتباع نظام غذائي يشمل الأطعمة المصنعة. خلصت إحدى دراسات الصحة العامة إلى أن جهود الحكومة الدنماركية لتقليل تناول الدهون المتحولة من 6 جم إلى 1 جم يوميًا على مدار 20 عامًا مرتبطة بانخفاض معدل الوفيات الناجمة عن أمراض القلب الإقفارية بنسبة 50٪.

### الإتحاد الأوروبي
الاتحاد الأوربي في عام 2004، أصدرت هيئة سلامة الغذاء الأوروبية رأيًا علميًا حول الأحماض الدهنية غير المشبعة، وتوقعت أن «تناول كميات أكبر منها قد يزيد من خطر الإصابة بأمراض القلب التاجية».
اعتبارًا من 2 أبريل 2021، يُطلب من الأطعمة في الاتحاد الأوروبي المخصصة للمستهلكين أن تحتوي على أقل من 2 جرام من الدهون غير المشبعة الصناعية لكل 100 جرام من الدهون.

### اليونان
يحد القانون في اليونان من محتوى الدهون المتحولة التي تُباع في المقاصف المدرسية بنسبة 0.1٪ (القرار الوزاري Υ1γ / / οικ 81025 / ΦΕΚ 2135 / τ.Β '/ 29-2013 المعدل بالقرار الوزاري Υ1γ / Γ.Π / 96605/2800 τ.Β / 4-11-201).

### أيسلندا
تم تحديد إجمالي محتوى الدهون المتحولة في عام 2010 إلى 2٪ من إجمالي محتوى الدهون.

### إسرائيل
منذ عام 2014، أصبح من الضروري تمييز المنتجات الغذائية التي تحتوي على أكثر من 2٪ من الدهون (بالوزن). يجب أن تحتوي الحقائق الغذائية على كمية الدهون المتحولة.

### رومانيا
في 19 أغسطس 2020، أصدر الرئيس القانون 182/2020 الذي يحد من الدهون المتحولة إلى 2 جرام لكل 100 جرام من الدهون، كحد أقصى. منتجو المواد الغذائية الذين لن يلتزموا سيتم تغريمهم بمبلغ يتراوح بين 10000 و 30000 ليو. سيدخل حيز التنفيذ في الأول من أبريل 2020،  وقد بدأ في عام 2017 من قبل عضو مجلس الشيوخ عن اتحاد "Save Romania"، أدريان وينر.

### المملكة العربية السعودية
تطلب هيئة الغذاء والدواء السعودية من المستوردين والمصنعين كتابة كميات الدهون المتحولة في ملصقات الحقائق الغذائية للمنتجات الغذائية وفقًا لمتطلبات المواصفات القياسية السعودية / المواصفات الخليجية. اعتبارًا من عام 2020، أعلن وزير الصحة السعودي حظر الدهون المتحولة في جميع المنتجات الغذائية نظرًا لمخاطرها الصحية.

### سنغافورة
أعلنت وزارة الصحة في 6 آذار / مارس 2019 حظر الزيوت المهدرجة جزئيًا. تم تحديد هدف لحظر منظمات الصحة الأولية بحلول يونيو 2021، بهدف تشجيع عادات الأكل الصحية. دخل الحظر حيز التنفيذ في 1 يونيو 2021.

### السويد
منح البرلمان الحكومة تفويضًا في 2011 بتقديم قانون دون تأخير يحظر استخدام الدهون المتحولة المنتجة صناعيًا في الأطعمة، حتى 2017 لم يتم تطبيق القانون بعد.

### سويسرا
اتبعت سويسرا الحظر الدنماركي للدهون المتحولة، وطبقت حظرًا خاصًا بها بدءًا من أبريل 2008.

### المملكة المتحدة
في أكتوبر 2005، طلبت وكالة معايير الغذاء تحسين الملصقات في المملكة المتحدة. في طبعة 29 يوليو 2006 من المجلة الطبية البريطانية، دعت إحدى الافتتاحية أيضًا إلى وضع العلامات بشكل أفضل. في يناير 2007، أعلن اتحاد التجزئة البريطاني أن كبار تجار التجزئة في المملكة المتحدة، بما في ذلك «اسدا، وبوتس، وCo-op Food» يعتزمون التوقف عن إضافة الأحماض الدهنية المتحولة إلى منتجاتهم الخاصة عن طريق نهاية عام 2007.
أصبحت سينسبري أول شركة تجزئة كبرى في المملكة المتحدة تحظر جميع الدهون المتحولة من جميع الأطعمة ذات العلامات التجارية الخاصة بمتاجرها.
في 13 ديسمبر 2007، أصدرت وكالة معايير الغذاء بيانات إخبارية تفيد بأن الإجراءات الطوعية لتقليل الدهون المتحولة في الغذاء قد أدت بالفعل إلى مستويات آمنة من تناول المستهلك.
في 15 أبريل 2010، دعت افتتاحية المجلة الطبية البريطانية إلى «التخلص فعليًا من الدهون المتحولة في المملكة المتحدة بحلول العام المقبل».
أعلن المعهد الوطني للصحة والتفوق السريري الصادر في يونيو 2010 عن الوقاية من أمراض القلب والأوعية الدموية أن 40.000 حالة وفاة بأمراض القلب والأوعية الدموية في عام 2006 «يمكن الوقاية منها في الغالب».
لتحقيق ذلك، قدمت المعهد الوطني للصحة وجودة الرعاية 24 توصية بما في ذلك تصنيف المنتجات، والتعليم العام، وحماية الأطفال الذين تقل أعمارهم عن 16 عامًا من تسويق الأطعمة غير الصحية، وتشجيع ممارسة الرياضة والسفر النشط بدنيًا، وحتى إصلاح السياسة الزراعية المشتركة لتقليل إنتاج الأطعمة غير الصحية. تم ذكر منافذ الوجبات السريعة كعامل خطر، في عام "2007"، 170 جرام من بطاطس ماكدونالدز و 160 جرام شذرات تحتوي على 6 إلى 8 جرام من الدهون غير المشبعة، مما يزيد بشكل كبير من خطر الوفاة بمرض الشريان التاجي. قدم المعهد الوطني للصحة وجودة الرعاية ثلاث توصيات محددة لنظام غذائي: (1) تقليل الملح الغذائي إلى 3 جرام يوميًا بحلول عام 2025؛ (2) خفض استهلاك الدهون المشبعة إلى النصف. (3) القضاء على استخدام الأحماض الدهنية غير المشبعة المنتجة صناعياً في الغذاء. ومع ذلك، تم الترحيب بالتوصيات بشكل مؤسف من قبل صناعة المواد الغذائية، والتي ذكرت أنها بالفعل تخفض طواعية مستويات الدهون المتحولة إلى ما دون توصيات منظمة الصحة العالمية بحد أقصى 2٪.[بحاجة لمصدر]

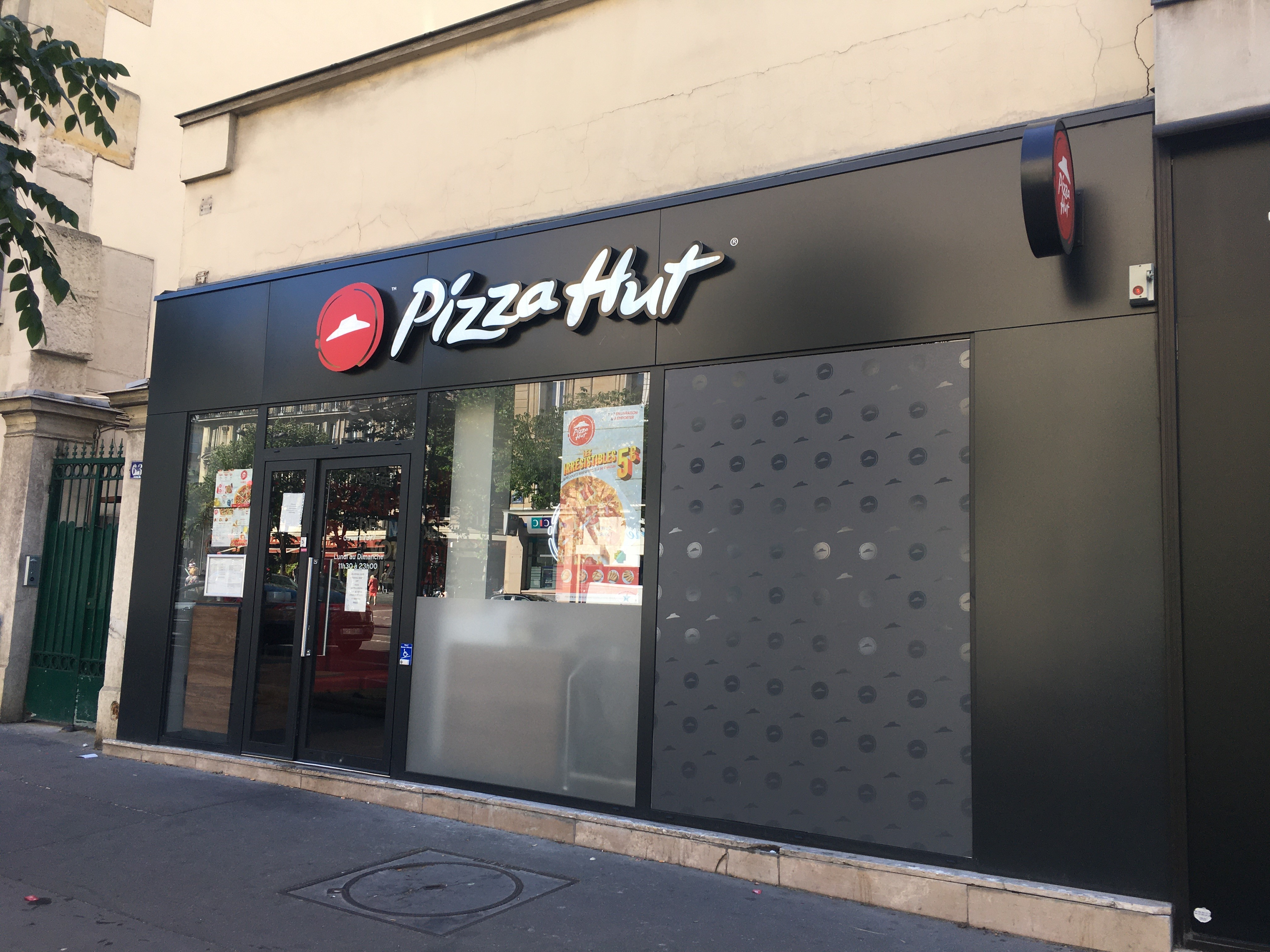
مطعم بيتزا هت

رفض وزير الصحة أندرو لانسلي فرض حظر تام، وأطلق في 15 مارس 2012 تعهدًا طوعيًا لإزالة الدهون الاصطناعية غير المشبعة بحلول نهاية العام. اسدا وبيتزا هت وبرجر كنج وتيسكو ويونيليفر و"United Biscuits" هي بعض من 73 شركة وافقت على القيام بذلك.[بحاجة لمصدر] لانسلي ومستشاره الخاص بيل مورجان كانا يعملان سابقًا في شركات لها مصالح في صناعة الأغذية، وقد ادعى بعض الصحفيين أن هذا يؤدي إلى تضارب في المصالح . العديد من المهنيين الصحيين ليسوا سعداء بالطبيعة التطوعية للصفقة. رأى سيمون كابويل، أستاذ علم الأوبئة الإكلينيكي بجامعة ليفربول، أن تبرير المدخول على أساس متوسط الأرقام غير مناسب لأن بعض أفراد المجتمع يمكن أن يتجاوزوا ذلك بشكل كبير.

### الولايات المتحدة الأمريكية
كان أول تنظيم مباشر للدهون المتحولة من قبل إدارة الغذاء والدواء الأمريكية هو شرط أن يتم تصنيفها بكميات تزيد عن 0.5 جرام لكل حصة، والتي دخلت حيز التنفيذ في 1 يناير 2006.
في 11 يوليو 2003، أصدرت إدارة الغذاء والدواء لائحة تطالب الشركات المصنعة بإدراج الدهون المتحولة في قائمة حقائق التغذية الخاصة بالأطعمة وبعض المكملات الغذائية. أصبحت قاعدة وضع العلامات الجديدة إلزامية في جميع المجالات في 1 يناير 2006، حتى بالنسبة للشركات التي طلبت التمديد. ومع ذلك، على عكس العديد من البلدان الأخرى، يمكن إدراج مستويات الدهون المتحولة التي تقل عن 0.5 جرام لكل وجبة على أنها 0 جرام من الدهون المتحولة على الملصق الغذائي. وفقًا لدراسة نُشرت في مجلة السياسة العامة والتسويق، بدون حاشية تفسيرية أو مزيد من المعلومات حول القيمة اليومية الموصى بها، لا يعرف العديد من المستهلكين كيفية تفسير معنى محتوى الدهون المتحولة في لوحة حقائق التغذية. بدون معرفة مسبقة محددة حول الدهون المتحولة وآثارها السلبية على الصحة، قد يسيء المستهلكون، بما في ذلك المعرضون لخطر الإصابة بأمراض القلب، تفسير المعلومات الغذائية المقدمة في اللوحة. لم توافق إدارة الغذاء والدواء الأمريكية على ادعاءات المحتوى الغذائي مثل «خال من الدهون المتحولة» أو «الدهون المتحولة قليلة الدهون»، حيث لم تتمكن من تحديد «القيمة اليومية الموصى بها». ومع ذلك، تخطط الوكالة لإجراء دراسة للمستهلكين لتقييم فهم المستهلك لمثل هذه الادعاءات وربما تفكر في تنظيم يسمح باستخدامها على الأطعمة المعلبة. ومع ذلك، لا يوجد شرط لإدراج الدهون المتحولة في عبوات الأغذية المؤسسية؛ وبالتالي فإن المشترين بالجملة مثل المدارس والمستشفيات والسجون والكافيتريات غير قادرين على تقييم محتوى الدهون المتحولة للمواد الغذائية التجارية.
وقد أعرب منتقدو الخطة، بما في ذلك مستشار إدارة الغذاء والدواء الدكتور كارلوس كامارغو، عن قلقهم من أن 0.5 جرام لكل حصة مرتفعة للغاية بحيث لا يمكن الإشارة إلى طعام على أنه خالي من الدهون المتحولة. وذلك لأن الشخص الذي يأكل الكثير من حصص أحد المنتجات، أو تناول العديد من المنتجات على مدار اليوم قد يستمر في استهلاك كمية كبيرة من الدهون المتحولة. على الرغم من ذلك، تقدر إدارة الغذاء والدواء الأمريكية أنه بحلول عام 2009، سيمنع تصنيف الدهون المتحولة من 600 إلى 1200 حالة من أمراض الشريان التاجي، و 250 إلى 500 حالة وفاة سنويًا. ومن المتوقع أن تنجم هذه الميزة عن اختيار المستهلكين للأطعمة البديلة التي تحتوي على نسبة منخفضة من الدهون المتحولة، وتقليل الشركات المصنعة لكمية الدهون المتحولة في منتجاتها.
تدعم الجمعية الطبية الأمريكية أي جهود حكومية وفدرالية لحظر استخدام الدهون الاصطناعية المتحولة في المطاعم والمخابز الأمريكية.

تبنت الجمعية الأمريكية للصحة العامة بيانًا جديدًا للسياسة بشأن الدهون المتحولة في عام 2007. وتوصي هذه الإرشادات الجديدة، بعنوان تقييد الأحماض الدهنية غير المشبعة في الإمداد الغذائي، بأن تطلب الحكومة وسم الحقائق التغذوية للدهون المتحولة على جميع المنتجات الغذائية التجارية. كما يحثون الحكومات الفيدرالية وحكومات الولايات والحكومات المحلية على حظر ومراقبة استخدام الدهون المتحولة في المطاعم. علاوة على ذلك، توصي المنظمة الأمريكية للصحة العامة بمنع بيع وتوافر الأطعمة التي تحتوي على كميات كبيرة من الدهون المتحولة في المرافق العامة بما في ذلك الجامعات والسجون ومرافق الرعاية النهارية وما إلى ذلك.

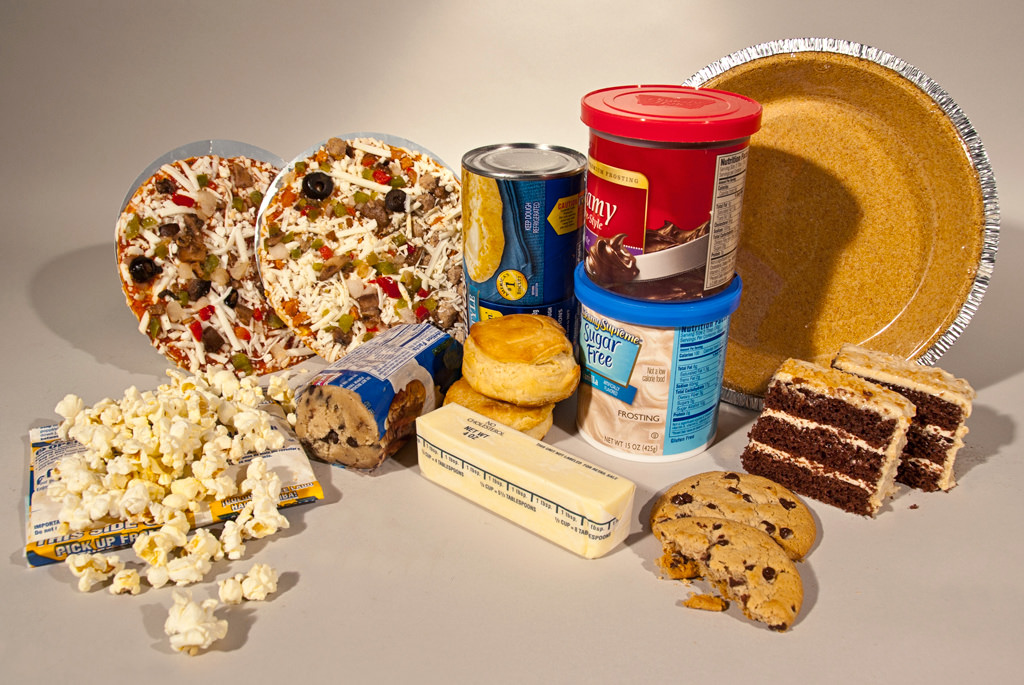
أمثلة على المنتجات التي كانت تحتوي في السابق على كميات خطيرة من الدهون المتحولة في الولايات المتحدة ، من إحدى منشورات إدارة الغذاء والدواء.

في عام 2010، وفقًا لإدارة الغذاء والدواء الأمريكية، يستهلك الأمريكي العادي 5.8 جرامًا من الدهون المتحولة يوميًا (2.6٪ من مدخول الطاقة).
لا تعتبر إدارة الغذاء والدواء دهونًا أحادية الجليسريد وثنائي الجليسريد، على الرغم من مساهمة السعرات الحرارية لكل وزن تقريبًا أثناء تناولها. في 7 نوفمبر 2013، أصدرت إدارة الغذاء والدواء الأمريكية قرارًا أوليًا يفيد بأن الدهون غير المشبعة «غير معترف بها عمومًا على أنها آمنة»، والذي كان يُنظر إليه على نطاق واسع على أنه مقدمة لإعادة تصنيف الدهون المتحولة على أنها «مضافة غذائية»، مما يعني أنه لا يمكن استخدامها في الأطعمة بدون إذن تنظيمي محدد. هذا سيكون له تأثير القضاء على الدهون المتحولة من الإمدادات الغذائية الأمريكية. صدر الحكم رسميًا في 16 يونيو 2015، والذي يتطلب في غضون ثلاث سنوات، بحلول 18 يونيو 2018، عدم السماح لأي طعام مُعد في الولايات المتحدة بتضمين الدهون المتحولة، ما لم توافق عليه إدارة الغذاء والدواء.
وافقت إدارة الغذاء والدواء الأمريكية في مايو 2018 على منح الشركات عامًا إضافيًا للعثور على مكونات أخرى لتعزيز نكهات المنتجات أو شحوم أواني الخبز الصناعية، مما يحظر بشكل فعال الدهون المتحولة في الولايات المتحدة.
اعتبارًا من مايو 2019 فصاعدًا. أيضًا، بينما لم يعد من الممكن تصنيع المنتجات الجديدة باستخدام الدهون المتحولة، فإنها ستمنح الأطعمة الموجودة بالفعل على الرفوف بعض الوقت للخروج من السوق.

#### اللوائح الحكومية والمحلية
حتى قبل الحظر الفيدرالي، اتخذت ولاية كاليفورنيا والعديد من المدن الأمريكية إجراءات لتقليل استهلاك الدهون المتحولة.
في عام 2005، أصبحت تيبورون بولاية كاليفورنيا أول مدينة أمريكية تطهو فيها جميع المطاعم طواعية بالزيوت غير المشبعة الخالية من الدهون. في عام 2007، وافقت مقاطعة مونتغومري بولاية ماريلاند على حظر الزيوت المهدرجة جزئيًا، لتصبح بذلك أول مقاطعة في البلاد تقيد الدهون المتحولة.
شرعت مدينة نيويورك في حملة في عام 2005 لتقليل استهلاك الدهون المتحولة، مشيرة إلى أن أمراض القلب هي السبب الرئيسي لوفيات السكان. وقد تضمن ذلك حملة توعية عامة وطلبًا لأصحاب المطاعم لإزالة الدهون المتحولة من عروضهم طواعية. بعد اكتشاف أن البرنامج التطوعي لم يكن ناجحًا، التمس مجلس الصحة في مدينة نيويورك في عام 2006 التعليقات العامة على اقتراح لحظر الدهون الاصطناعية المتحولة في المطاعم. صوت المجلس لحظر الدهون المتحولة في طعام المطاعم في 5 ديسمبر 2006. كانت نيويورك أول مدينة أمريكية كبيرة تقيد بشكل صارم الدهون المتحولة في المطاعم. مُنعت المطاعم من استخدام معظم دهون القلي ودهون الدهن التي تحتوي على دهون متحولة صناعية تزيد عن 0.5 جرام لكل حصة في 1 يوليو 2007، وكان من المفترض أن تحقق نفس الهدف في جميع أطعمتها بحلول 1 يوليو 2008.
صوت مجلس مدينة فيلادلفيا بالإجماع على سن حظر في فبراير 2007، وتم التوقيع على الإجراء ليصبح قانونًا من قبل رئيس البلدية جون إف ستريت. لا ينطبق القانون على الأطعمة المعبأة التي تباع في المدينة، ولكنه طلب من المطاعم في المدينة التوقف عن قلي الطعام في الدهون غير المشبعة بحلول 1 سبتمبر 2007. كما تضمن المرسوم حكمًا يدخل حيز التنفيذ بعد عام واحد والذي يحظر تكون الدهون المتحولة تستخدم كعنصر في المطابخ التجارية. في 10 أكتوبر 2007، وافق مجلس مدينة فيلادلفيا على استخدام الدهون المتحولة من قبل المخابز الصغيرة في جميع أنحاء المدينة.
مقاطعة ناسو، مقاطعة ضواحي في لونج آيلاند، نيويورك، حظرت الدهون المتحولة في المطاعم اعتبارًا من 1 أبريل 2008. تم منح المخابز تمديدًا حتى 1 أبريل 2011.
أصدرت مقاطعة ألباني في نيويورك حظراً على الدهون المتحولة. تم تبني الحظر بعد تصويت بالإجماع من قبل الهيئة التشريعية للمقاطعة في 14 مايو 2007. تم اتخاذ القرار بعد قرار مدينة نيويورك، ولكن لم يتم وضع أي خطة موضع التنفيذ. تلقى المشرعون خطابًا من ريك جيه سامبسون، الرئيس والمدير التنفيذي لجمعية مطاعم ولاية نيويورك، يدعوهم إلى «تأخير أي إجراء بشأن هذه القضية حتى يُعرف التأثير الكامل لحظر مدينة نيويورك».
طلبت سان فرانسيسكو رسميًا من مطاعمها التوقف عن استخدام الدهون المتحولة في يناير 2008. وسيمنح البرنامج التطوعي ملصق المدينة للمطاعم التي تلتزم بهذا الملصق وتتقدم بطلب للحصول عليه. ويقول المشرعون إن الخطوة التالية ستكون فرض حظر إلزامي.
أصدرت شيكاغو أيضًا حظرًا جزئيًا على الزيوت ومتطلبات نشر لمطاعم الوجبات السريعة.
تم فرض حظر الدهون المتحولة أيضًا في الهيئات التشريعية للولايات في ماساتشوستس وماريلاند وفيرمونت.
في مارس 2008، أقر مجلس الصحة التابع للجنة الصحة العامة في بوسطن لائحة مؤسسات خدمات الطعام من بيع الأطعمة التي تحتوي على دهون صناعية متحولة بأكثر من 0.5 جرام لكل وجبة، وهو ما يشبه لائحة مدينة نيويورك. هناك بعض الاستثناءات للأطعمة المعلبة بوضوح ومبيعات المخبوزات الخيرية.
أصدرت مقاطعة كينج (واشنطن) حظرا على الدهون الاصطناعية المتحولة ساري المفعول في 1 فبراير 2009.
في يوليو 2008، أصبحت كاليفورنيا أول ولاية تحظر الدهون المتحولة في المطاعم اعتبارًا من 1 يناير 2010؛ وقع الحاكم أرنولد شوارزنيجر على مشروع القانون ليصبح قانونًا. يحظر على مطاعم كاليفورنيا استخدام الزيت والسمن والسمن النباتي المحتوي على الدهون الاصطناعية المتحولة في المواد القابلة للدهن أو للقلي، باستثناء الكعك المقلي.
اعتبارًا من 1 يناير 2011، تم حظر الدونات والمخبوزات الأخرى من احتواء الدهون الاصطناعية غير المشبعة. الأطعمة المعلبة غير مشمولة بالحظر ويمكن أن تحتوي بشكل قانوني على دهون متحولة.
في عام 2007، أطلقت جمعية القلب الأمريكية حملتها «مواجهة الدهون» للمساعدة في توعية الجمهور بالآثار السلبية للدهون المتحولة

#### التخلص التدريجي في فترة 2015-2018
في عام 2009، عن عمر يناهز 94 عامًا، قدم الأستاذ في جامعة إلينوي فريد كوميرو، وهو باحث في مجال الدهون غير المشبعة حملة لعقود من أجل فرض حظر فيدرالي على هذه المادة، التماسًا إلى إدارة الغذاء والدواء الأمريكية يسعى إلى التخلص من المواد الاصطناعية. الدهون المتحولة من الإمدادات الغذائية الأمريكية. لم تتصرف إدارة الغذاء والدواء بشأن التماسه لمدة أربع سنوات، وفي عام 2013 رفع كوميرو دعوى قضائية ضد إدارة الغذاء والدواء ووزارة الصحة والخدمات الإنسانية الأمريكية، سعيًا لإجبار إدارة الغذاء والدواء الأمريكية على الرد على التماسه وحظر الزيوت المهدرجة جزئيًا ما لم تجد المراجعة الإدارية الكاملة دليلاً جديدًا على سلامتهم. جاء في عريضة كوميرو أن «الدهون غير المشبعة الاصطناعية مادة سامة وضارة، وقد أقرت إدارة الغذاء والدواء الأمريكية (FDA) بخطرها».
بعد ثلاثة أشهر من رفع الدعوى، في 16 يونيو 2015، تحركت إدارة الغذاء والدواء للتخلص من الدهون الاصطناعية المتحولة من إمدادات الغذاء الأمريكية، مما منح المصنعين مهلة ثلاث سنوات. حكمت إدارة الغذاء والدواء الأمريكية على وجه التحديد أن الدهون المتحولة لم يتم التعرف عليها عمومًا على أنها آمنة و«لم يعد من الممكن إضافتها إلى الطعام بعد 18 يونيو 2018، ما لم تقدم الشركة المصنعة دليلًا علميًا مقنعًا على أن استخدامًا معينًا كان آمنًا.»  قال كوميرو: «انتصر العلم».
يُعتقد أن الحظر يمنع حوالي 90.000 حالة وفاة مبكرة سنويًا. تقدر إدارة الغذاء والدواء أن الحظر سيكلف صناعة الأغذية 6.2 مليار دولار على مدى 20 عامًا حيث تعيد الصناعة صياغة المنتجات واستبدال المكونات الجديدة للدهون غير المشبعة. تقدر الفوائد بمبلغ 140 مليار دولار على مدى 20 عامًا بشكل رئيسي من انخفاض الإنفاق على الرعاية الصحية. يمكن لشركات الأغذية أن تطلب من إدارة الغذاء والدواء الأمريكية الموافقة على استخدامات محددة للزيوت المهدرجة جزئيًا إذا قدمت الشركات بيانات تثبت أن استخدام الزيوت آمن.

### استجابة الشركة المصنعة
يمكن استخدام زيت النخيل، وهو زيت طبيعي يُستخرج من ثمار أشجار نخيل الزيت شبه الصلبة في درجة حرارة الغرفة (15-25 درجة مئوية)، كبديل للدهون المهدرجة جزئيًا في تطبيقات الخبز والمعالجة الغذائية، على الرغم من وجود الخلاف حول ما إذا كان استبدال الدهون المهدرجة جزئيًا بزيت النخيل يعطي أي فوائد صحية. خلصت دراسة أجريت عام 2006 بدعم من المعاهد الوطنية للصحة وخدمة البحوث الزراعية التابعة لوزارة الزراعة الأمريكية إلى أن زيت النخيل ليس بديلاً آمنًا للدهون المهدرجة جزئيًا (الدهون المتحولة) في صناعة الأغذية ، لأن زيت النخيل ينتج عنه تغيرات عكسية في تركيزات الدم في «لبروتينات الدهنية ذات كثافة منخفضة وصميم البروتين الشحمي B» تمامًا مثل الدهون المتحولة.
في مايو 2003، قامت شركة BanTransFats.com Inc، وهي شركة أمريكية غير ربحية، برفع دعوى قضائية ضد شركة تصنيع المواد الغذائية كرافت فودس في محاولة لإجبار شركة كرافت على إزالة الدهون المتحولة من بسكويت اوريو. تم سحب الدعوى عندما وافقت كرافت على العمل على إيجاد بديل للدهون المتحولة في أوريو. أصدرت شركة "JM Smucker"، الشركة الأمريكية المصنعة لـ كريسكو (تقصير الخضار الأصلي المهدرج جزئيًا)، في عام 2004 تركيبة جديدة مصنوعة من زيت النخيل الصلب المشبع المقطوع بزيت فول الصويا وزيت عباد الشمس. أنتج هذا المزيج تقصيرًا مكافئًا يشبه إلى حد كبير كريسكو المهدرجة جزئيًا سابقًا، وتم وصفه بأنه صفر جرام من الدهون المتحولة لكل 1 ملعقة طعام (مقارنة بـ 1.5 جرام لكل ملعقة طعام من كريسكو الأصلية). اعتبارًا من 24 يناير 2007، ادعت شركة "Smucker" أن جميع منتجات تقصير كريسكو في الولايات المتحدة قد أعيدت صياغتها بحيث تحتوي على أقل من جرام واحد من الدهون المتحولة لكل حصة مع الحفاظ على محتوى الدهون المشبعة أقل من الزبدة. تم إيقاف النسخة الخالية من الدهون المتحولة التي تم تسويقها بشكل منفصل والتي تم طرحها في عام 2004.
في 22 مايو 2004، أعلنت شركة يونيليفر، سليل شركة جوزيف كروسفيلد (المنتج الأصلي لزيوت ويليام نورمان المتصلدة بالهدرجة) أنها تخلصت من الدهون المتحولة من جميع منتجات المارجرين في كندا، بما في ذلك علامتها التجارية الرئيسية "Becel".
تقوم شركة بانج المحدودة العملاقة للأعمال الزراعية، من خلال قسم زيوت بانج ، بإنتاج وتسويق خط إنتاج NT من الزيوت غير المهدرجة والسمن النباتي والسمن المصنوع من زيوت الذرة والكانولا والصويا.
منذ عام 2003، تقدم شركة لودرز كروكلان، وهي شركة فرعية مملوكة بالكامل لمجموعة IOI الماليزية، دهون المخبوزات والحلويات الخالية من الدهون، المصنوعة من زيت النخيل، لشركات الأغذية العملاقة في الولايات المتحدة لصنع المارجرين.